# Westmount
Westmount ist eine Stadt im Südwesten der kanadischen Provinz Québec. Sie liegt auf der Île de Montréal und bildet eine Enklave im Stadtgebiet von Montreal. Die Gemeinde hat eine Fläche von 4,04 km² und zählt 20.312 Einwohner (Stand: 2016).

## Geographie
Westmount liegt im zentralen Teil der Île de Montréal, etwas erhöht rund um den 201 Meter hohen mont Westmount, die südlichste der drei Erhebungen des Mont Royal. Die Gemeinde ist vollständig vom Gebiet der Stadt Montreal umschlossen, und zwar von den Stadtbezirken Ville-Marie im Nordosten, Le Sud-Ouest im Südosten und Côte-des-Neiges–Notre-Dame-de-Grâce im Westen. Das Stadtzentrum Montreals ist etwa drei Kilometer entfernt.

## Geschichte
1898 kam bei Ausgrabungen am Südhang des Westmount Summit ein Gräberfeld der Algonkin, das aus der Zeit vor dem 15. Jahrhundert stammt, zum Vorschein. 1684 errichtete das Séminaire de Saint-Sulpice eine Missionsstation, um die unter ihrer Obhut stehenden Ureinwohner vom Einfluss ausschweifender Händler in Montreal abzuschirmen. Die Besiedlung des Hügels (der damals die Bezeichnungen Petite Montagne und Côte Saint-Antoine trug) durch Landwirte begann Mitte des 17. Jahrhunderts.
Nach der britischen Eroberung Québecs im Jahr 1760 änderte sich zunächst wenig an der landwirtschaftlichen Prägung des Gebiets. Im 19. Jahrhundert begannen Montrealer Geschäftsleute die Bauernhöfe aufzukaufen und sie in Herrenhäuser umzubauen. 1874 erfolgte die Gründung der Gemeinde Côte-Saint-Antoine. Die Eröffnung einer Straßenbahnlinie im Jahr 1894 hatte einen markanten Wachstumsschub zur Folge und die Gemeinde entwickelte sich zum bevorzugten Wohnort der wohlhabenden Anglophonen. 1895 benannte sich die Gemeinde in Westmount um, 1908 erhielt sie den Stadtstatus.
Im frühen 20. Jahrhundert errichtete der Architekt Robert Findlay zahlreiche öffentliche Bauten, die heute das Stadtbild prägen. Die 1898 eröffnete und 1918 abgerissene Montreal Arena war die zweite eigens für Eishockeyspiele konzipierte Halle Kanadas; in ihr spielten die Montreal Wanderers und die Montreal Canadiens. Westmount galt lange als Enklave der wohlhabenden britischen Elite (überwiegend schottischer Herkunft), die sich von der mehrheitlich frankophonen Stadt Montreal abhob. Aus diesem Grunde war die Stadt in den 1960er Jahren bevorzugtes Ziel von Bombenanschlägen der Front de libération du Québec (1970 während der Oktoberkrise zerschlagen).
Am 1. Januar 2002 wurden 27 Gemeinden auf der Insel mit Montreal fusioniert. Besonders in Gemeinden mit einem hohen Anteil an Englischsprachigen regte sich Widerstand, da diese Maßnahme von der Provinzregierung der separatistischen Parti Québécois angeordnet worden war. Ab 2003 stellte die Parti libéral du Québec die Regierung und versprach, die Gemeindefusionen rückgängig zu machen. Am 20. Juli 2004 fanden in 22 ehemaligen Gemeinden Referenden statt. In Westmount sprachen sich 92,1 % der Wahlbeteiligten für die Trennung aus. Die Gemeinde wurde am 1. Januar 2006 neu gegründet, musste aber zahlreiche Kompetenzen an den Gemeindeverband abtreten.

## Sehenswürdigkeiten
Westmount verfügt über zwei nationale historische Stätten; einerseits das historische Stadtzentrum mit zahlreichen Gebäuden aus der Zeit der Jahrhundertwende, andererseits die 1901 errichtete Kirche Saint-Léon de Westmount. Ältestes erhalten gebliebene Gebäude ist das Maison Hurtubise, ein Bauernhaus von aus dem Jahre 1739. Stadtbildprägend sind außerdem das schlossähnliche Rathaus im Stil des Tudor revival, die Victoria Hall, das Dawson College (größtes CEGEP der Provinz) und das von Ludwig Mies van der Rohe konzipierte Hochhausviertel Westmount Square im internationalen Stil. Die Hügelkuppe des Westmount Summit liegt in einem Parkanlage.

## Bevölkerung
Gemäß der Volkszählung 2011 zählte Westmount 19.931 Einwohner, was einer Bevölkerungsdichte von 4958 Einw./km² entspricht. 54,9 % der Bevölkerung gaben Englisch als Hauptsprache an, der Anteil des Französischen betrug 20,0 %. Als zweisprachig (Französisch und Englisch) bezeichneten sich 2,0 %, auf andere Sprachen und Mehrfachantworten entfielen 21,1 %. Zu den bedeutendsten nichtoffiziellen Hauptsprachen gehörten Arabisch (2,8 %) und Spanisch (2,7 %). Ausschließlich Englisch sprachen 20,1 %, ausschließlich Französisch 2,4 %. Im Jahr 2001 waren 31,0 % der Bevölkerung römisch-katholisch, 23,2 % jüdisch, 21,5 % protestantisch, 3,7 % orthodox, 2,7 % muslimisch und 14,9 % konfessionslos.

## Verkehr
Aufgrund der Hanglage verlaufen die Hauptverkehrsadern in Nordost-Südwest-Richtung. Es sind dies The Boulevard, die Rue Sherbrooke, der Boulevard De Maisonneuve und die Rue Sainte-Catherine. Seit 1966 ist Westmount mit der Station Atwater (am nordöstlichen Stadtrand gelegen) an die Metro Montreal angebunden. Darüber hinaus erschließen mehrere Buslinien der Société de transport de Montréal das Stadtgebiet.

## Persönlichkeiten
- Edgar William Richard Steacie (1900–1962), Chemiker
- Israel Halperin (1911–2007), Mathematiker und Hochschullehrer
- Charles Drury (1912–1991), General und Politiker
- Kenneth Farmer (1912–2005), Eishockeyspieler
- Don Getty (1933–2016), Politiker
- Leonard Cohen (1934–2016), Singer-Songwriter und Schriftsteller
- Tobias Oriwol (* 1985), kanadischer Schwimmer
- Eugenie Bouchard (* 1994), Tennisspielerin

## Bilder

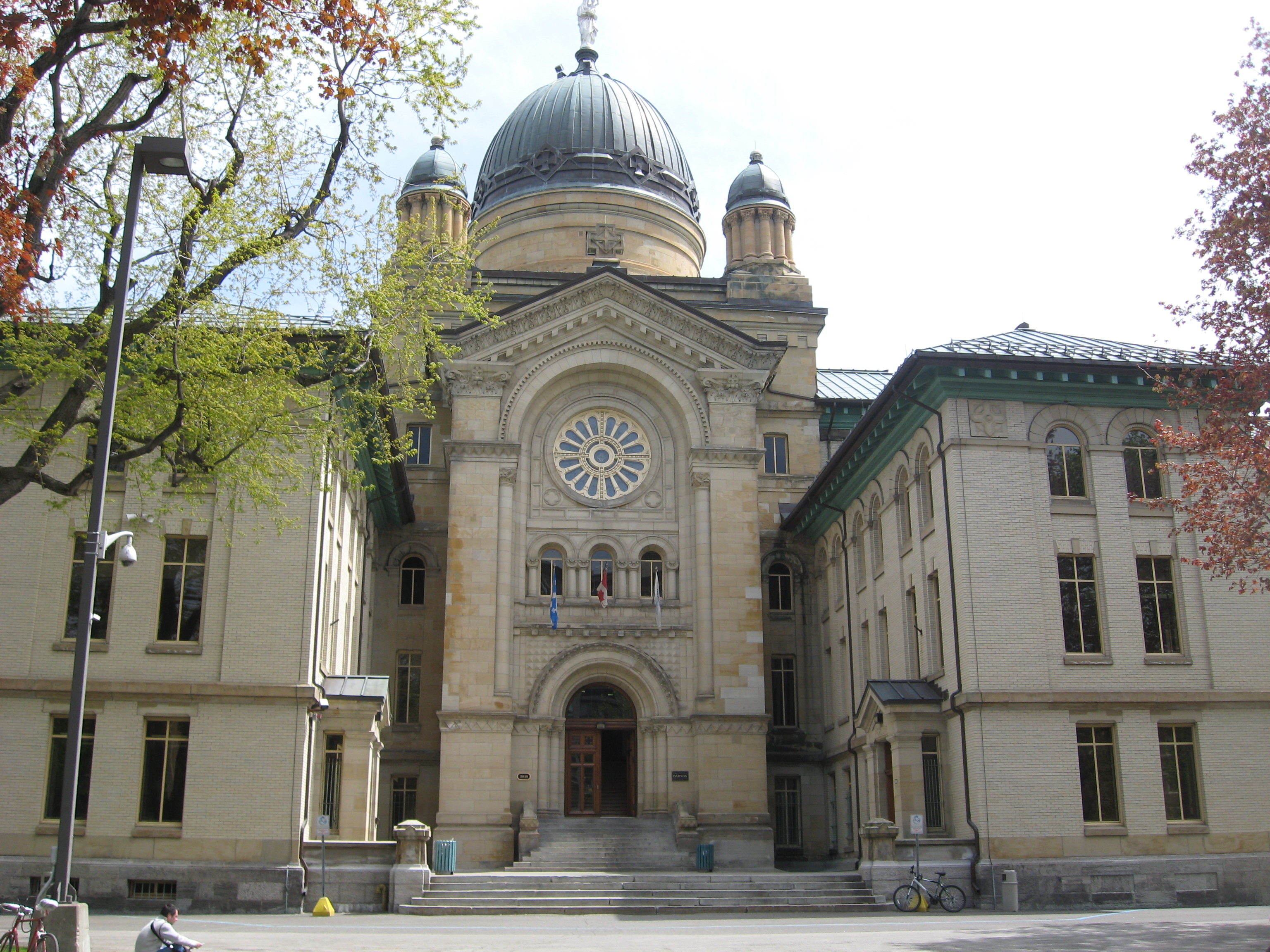
Dawson College
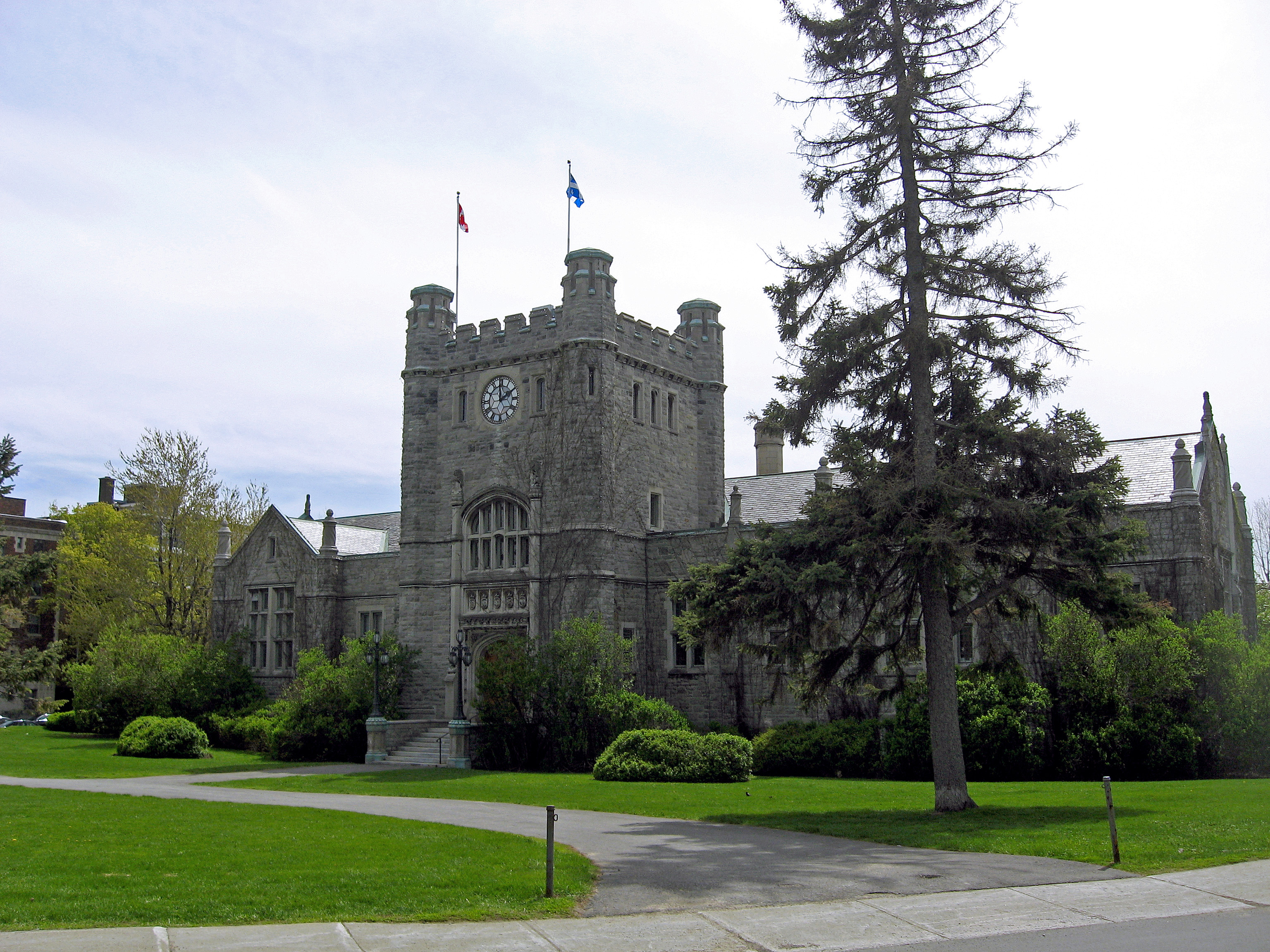
Rathaus von Westmount
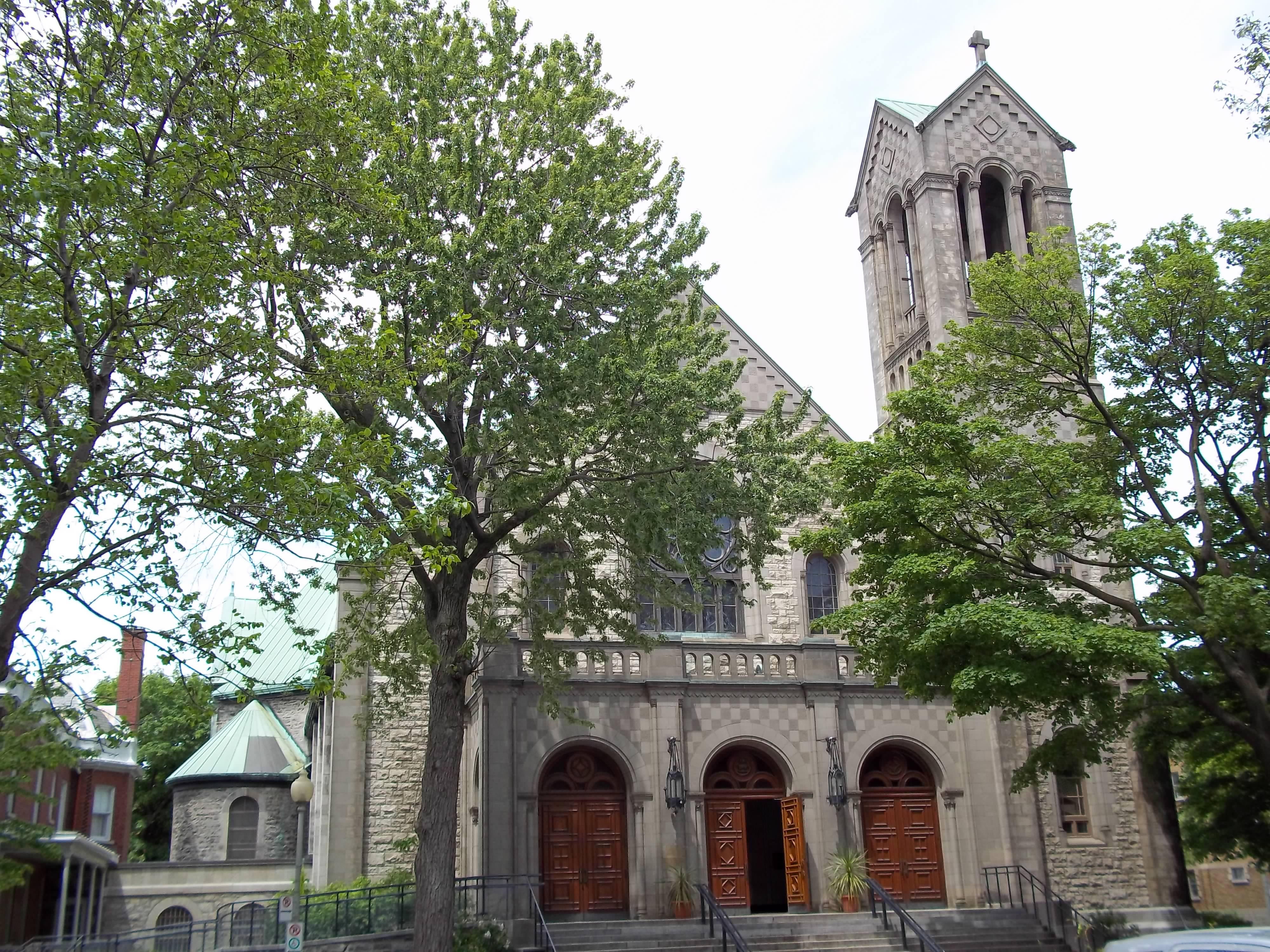
Kirche Saint-Léon
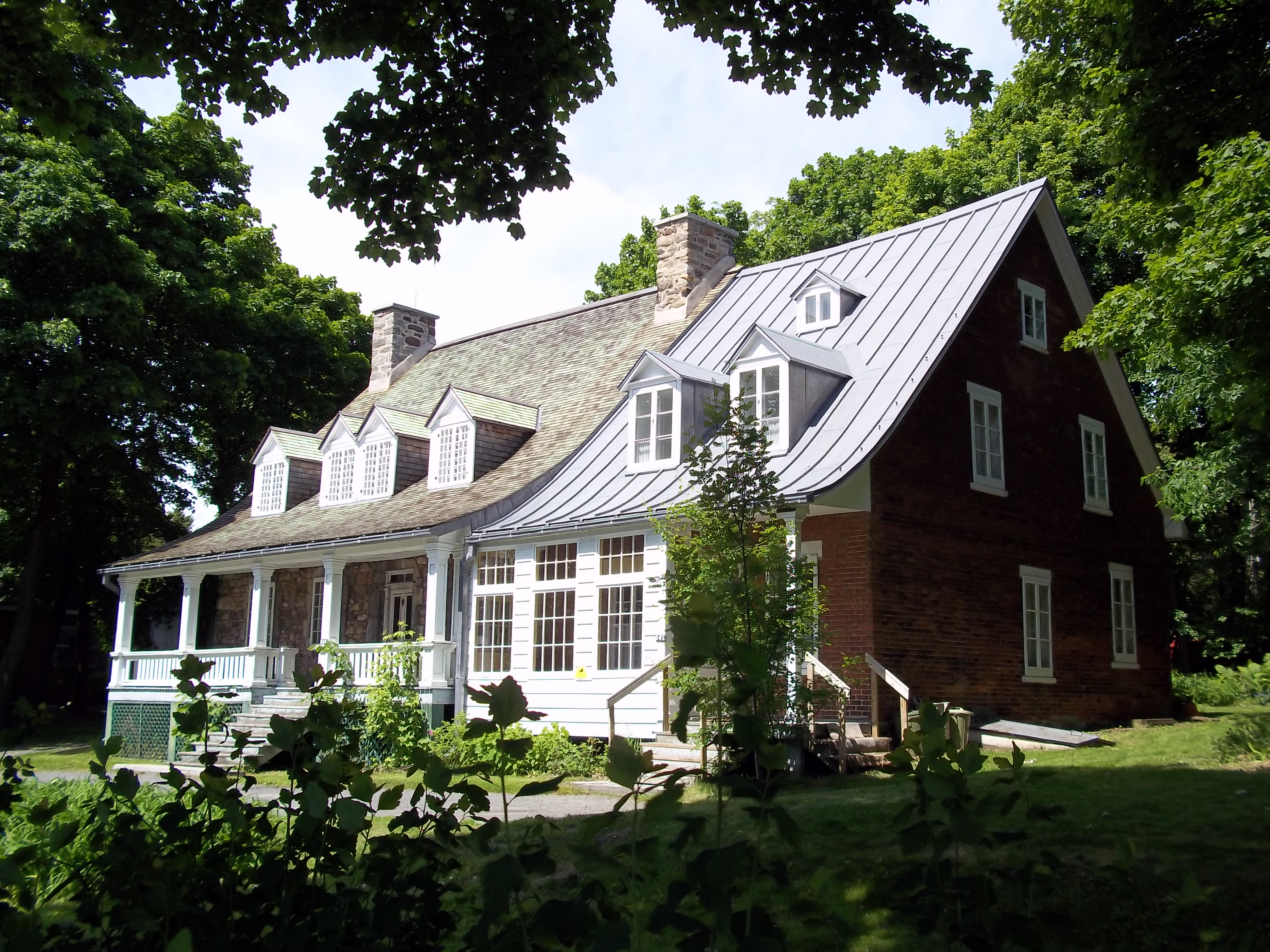
Maison Hurtubise
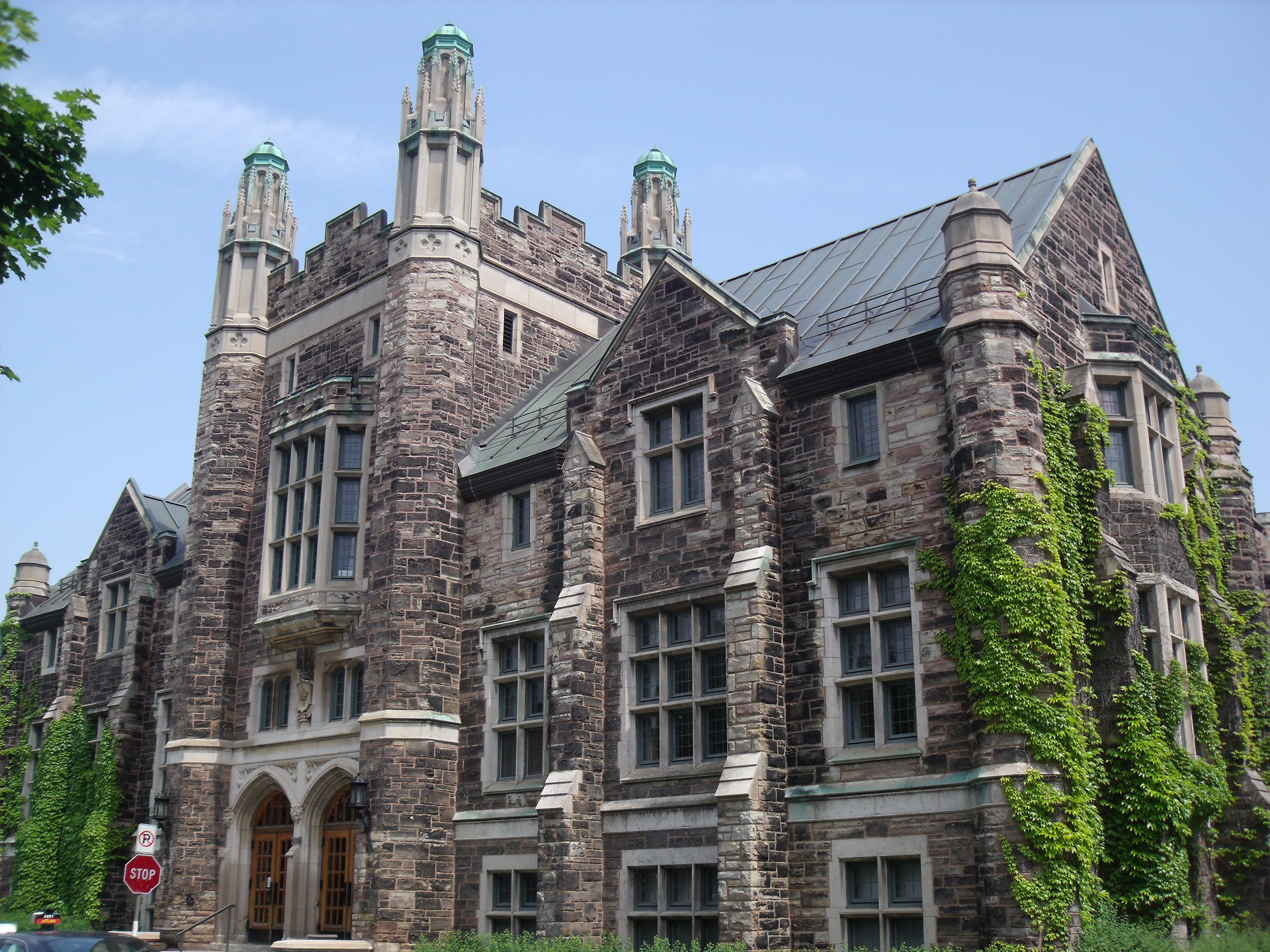
Victoria Hall
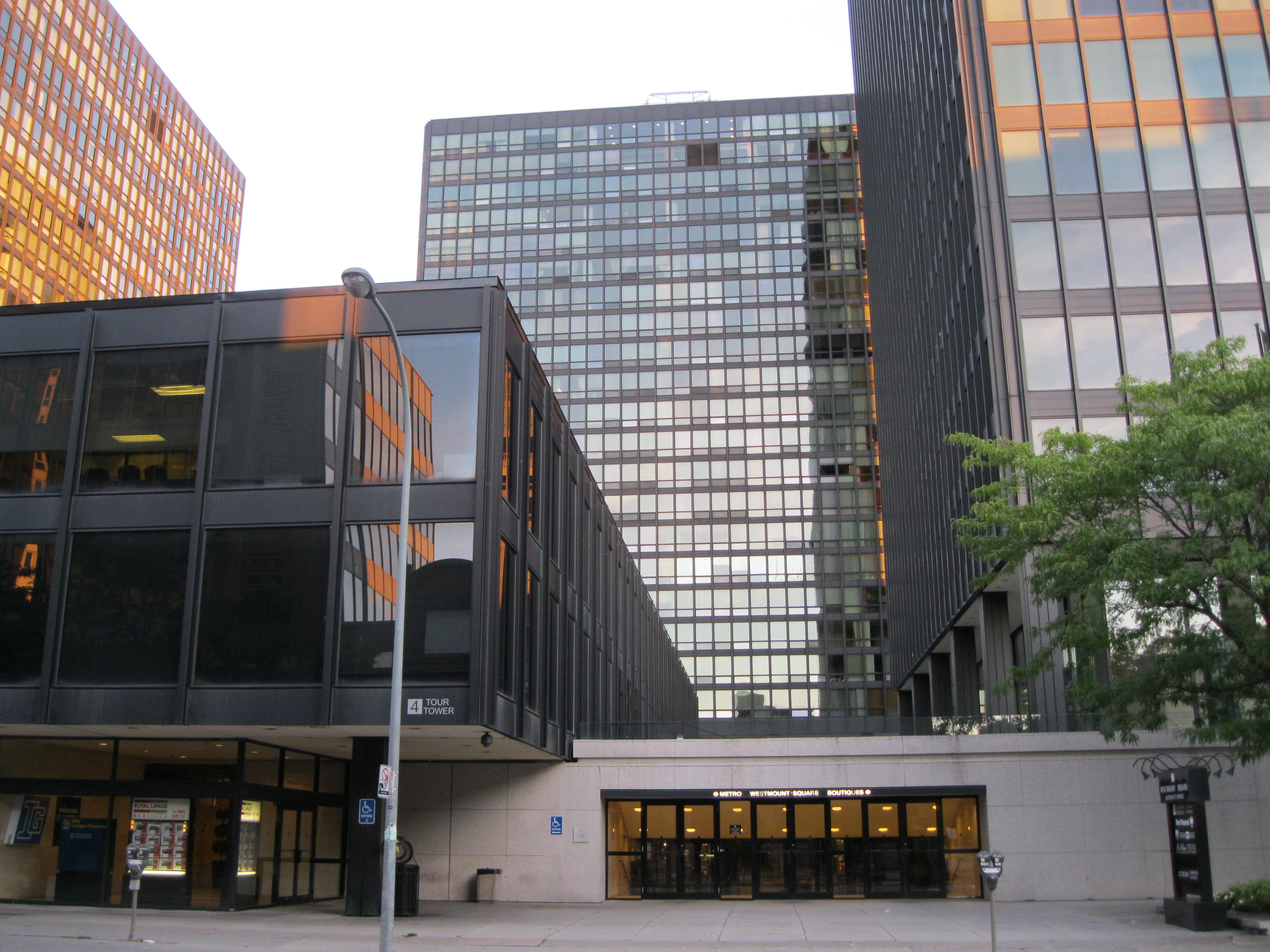
Westmount Square